# Череда поникающая
Череда́ поникающая, или Череда́ пони́кшая (лат. Bídens cérnua) — травянистое растение, вид рода Череда (Bidens) семейства Сложноцветные (Asteraceae).

## Ботаническое описание

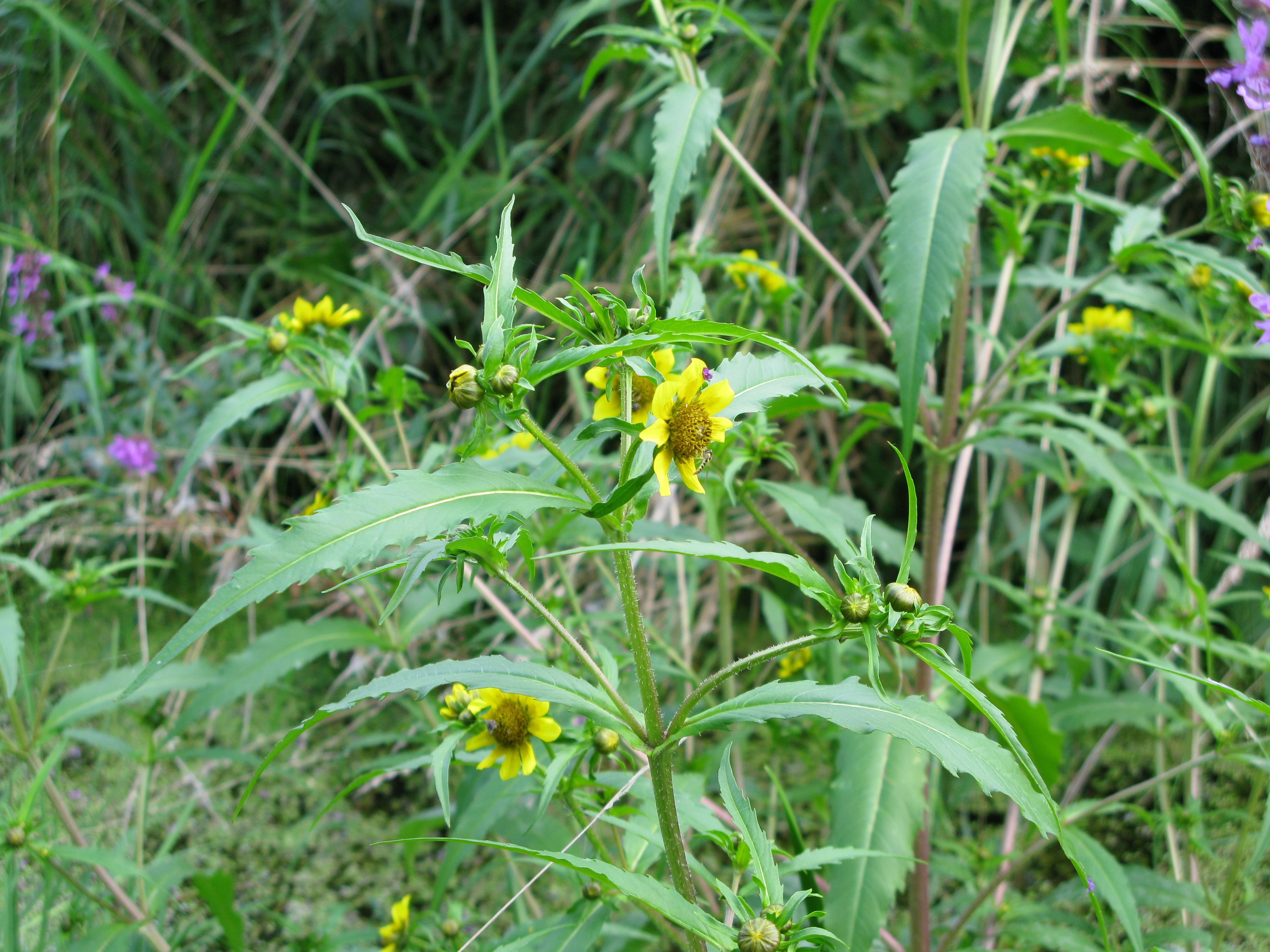
Форма с язычковыми цветками

Однолетнее травянистое растение с прямостоячим ветвистым стеблем 10—100 см высотой, в основании восходящим.
Листья супротивно расположенные (редко в мутовках по три), сидячие, яйцевидно-ланцетные или обратноланцетные до линейных в очертании, 4—10(20) см длиной и 0,5—2,5(4,5) см шириной, в основании клиновидно суженные или закруглённые, на верхушке острые до заострённых, с неправильно зубчатым (редко цельным) краем.
Корзинки прямостоячие или поникающие во время цветения, к плодоношению поникающие, одиночные или в рыхлых щитковидных метёлках. Внешние листочки обёртки в числе 5—8(10), прямые до отогнутых, часто реснитчатые по краю, листовидные, 8—12 мм в более длиной. Внутренние листочки обёртки в числе 6—8 и более, яйцевидные до ланцетных, 2—10 мм длиной. Ложноязычковые цветки отсутствуют или в числе 6—8, оранжево-жёлтые, в отгибом до 1,5—2 см длиной. Трубчатые цветки многочисленные (в числе 40—100 и более), венчик их оранжево-жёлтый, 3—4 мм длиной.
Семянки коричневатые или черноватые, уплощённые или четырёхгранные, клиновидные, 4—8 мм длиной. Хохолок представлен четырьмя (редко двумя) остевидными отростками, покрытыми направленными к основанию зубцами.

## Распространение
Широко распространённое в Северном полушарии растение. В Евразии встречается от Скандинавии до Средиземноморья и Гималаев. В Северной Америке распространено почти повсеместно, за исключением наиболее северных районов. Произрастает по всей территории России, в том числе во всех среднероссийских областях.
Череда поникшая включена в список исчезающих растений Швейцарии.
Произрастает на богатых почвах по берегам водоёмов, болотам, на влажных лугах, топких местах, у канав.

## Классификация

### Таксономия[2]
Bidens cernua L., 1753, Sp. Pl. : 832
Вид Череда поникающая относится к роду Череда (Bidens) семейства Астровые (Asteraceae) порядка Астроцветные (Asterales). Кладограмма в соответствии с Системой APG IV:
|  |                                      |  |                                   |                                   |                    |  | ещё 10 семейств | ещё 10 семейств |                   |  |                       |  | еще 229 подтвержденных и 171 в статусе "непроверенных" видов и инфравидовых таксонов | еще 229 подтвержденных и 171 в статусе "непроверенных" видов и инфравидовых таксонов |  |
|  |                                      |  |                                   |                                   |                    |  | ещё 10 семейств | ещё 10 семейств |                   |  |                       |  | еще 229 подтвержденных и 171 в статусе "непроверенных" видов и инфравидовых таксонов | еще 229 подтвержденных и 171 в статусе "непроверенных" видов и инфравидовых таксонов |  |
|  |                                      |  |                                   | порядок Астроцветные              |                    |  |                 |                 | род Череда        |  |                       |  |                                                                                      |                                                                                      |  |
|  |                                      |  |                                   | порядок Астроцветные              |                    |  |                 |                 | род Череда        |  | 1 инфравидовой таксон |  |                                                                                      |                                                                                      |  |
|  | отдел Цветковые, или Покрытосеменные |  |                                   |                                   | семейство Астровые |  |                 |                 | Череда поникающая |  |                       |  |                                                                                      |                                                                                      |  |
|  | отдел Цветковые, или Покрытосеменные |  |                                   |                                   |                    |  |                 |                 |                   |  |                       |  |                                                                                      |                                                                                      |  |
|  |                                      |  | ещё 63 порядка цветковых растений | ещё 63 порядка цветковых растений |                    |  |                 | ещё 1804 рода   | ещё 1804 рода     |  |                       |  |                                                                                      |                                                                                      |  |
|  |                                      |  |                                   | ещё 63 порядка цветковых растений |                    |  |                 |                 | ещё 1804 рода     |  |                       |  |                                                                                      |                                                                                      |  |

### Инфравидовые таксоны
- Bidens cernua f. minima  (Huds.) Larss. (в статусе непроверенного по состоянию на декабрь 2022 г. )

### Синонимы
- Bidens cernua f. cernua
- Bidens cernua var. anomala  Farw.
- Bidens cernua var. bidens  Farw.
- Bidens cernua var. coreopsis  Pursh
- Bidens cernua var. dentata  (Nutt.) B.Boivin
- Bidens cernua var. discoidea  Wimm. & Grab.
- Bidens cernua var. elatior  Torr. ex Greene
- Bidens cernua var. elliptica  Wiegand
- Bidens cernua var. ligulata  Bonnet
- Bidens cernua var. minima  (Huds.) Pursh
- Bidens cernua var. monocephala  Zersi ex Fiori
- Bidens cernua var. nana  Wimm. & Grab.
- Bidens cernua var. nutans  osswald & Sagorski ex Sagorski
- Bidens cernua var. radiata  Roth
- Bidens cernua var. rugosa  Coss. & Germ.
- Bidens cusickii  Greene
- Bidens dentata  Wiegand
- Bidens elliptica  (Wiegand) Gleason
- Bidens elliptica var. elliptica
- Bidens elliptica var. integra  Wiegand
- Bidens elliptica var. minima  (Hudson) Larss.
- Bidens elliptica var. oligodonta  Fernald & H.St.John
- Bidens filamentosa  Rydb.
- Bidens glaucescens  Greene
- Bidens gracilenta  Greene
- Bidens graveolens  Komarov
- Bidens macounii  Greene
- Bidens marginata  Greene
- Bidens minima  Huds.
- Bidens prionophylla  Greene
- Bidens quadriaristata var. dentata  Nutt.
- Coreopsis bidens  L.